# Nanne Grönvall
Nanne Grönvall (Stockholm, 18 mei 1962) is een Zweedse zangeres. Haar meisjesnaam is Nordqvist, ze is getrouwd met Peter Grönvall, de zoon van Benny Andersson van ABBA.
Haar muzikale carrière startte ze in de jaren 80 met de groep Sound of Music. Die deed mee aan de Zweedse preselectie voor het Eurovisiesongfestival, Melodifestivalen in 1986 en 1987, ze eindigden 2 keer op de 4de plaats met Eldorado en Alexandra.
In 1992 schreef ze twee liedjes voor Melodifestivalen, eentje ervan werd 3de. In 1995 componeerde ze Det vackraste voor Cecilia Vennersten, dat als 2de eindigde; het lied kreeg nog de prijs voor het beste lied van het jaar op de Zweedse Grammy's.
Van 1992 tot 1997 maakte ze deel uit van de groep One More Time. Ze hadden in 1992 een grote hit met Highland en in 1996 wonnen ze Melodifestivalen met het lied Den Vilda. Op het Eurovisiesongfestival 1996 in buurland Noorwegen waren ze verreweg favoriet maar eindigden ze uiteindelijk als 3de.
Twee jaar later deed ze voor het eerst solo mee in Melodifestivalen en werd 4de met Avundsjuk. Drie jaar later waagde ze haar kans in het Verenigd Koninkrijk met Men maar werd ook daar 4de. In 2003 liep het even mis in de Zweedse voorronde toen ze met Evig kärlek 7de eindigde in de 3de voorronde. Dat wilde ze toch rechtzetten en in 2005 kwam ze met het zelfgecomponeerde Håll om mig als favoriet aan de start. In de finale kreeg ze een overweldigende 25% van de kijkerstemmen, maar omdat men ook met tien regionale jury's werkte die haar niet altijd bovenaan plaatsten, moest ze genoegen nemen met een 2de plaats met slechts 3 punten achter Martin Stenmarck. Haar lied voerde twee weken de hitparade aan en stond acht weken in de top 3 en verkocht beter dan Stenmarck, die op het songfestival voor een teleurstellende 19de plaats zorgde, iets wat de Zweden niet gewoon waren. Nanne Grönvall deed in 2007 opnieuw een gooi op het Melodifestivalen, waar ze echter bleef steken in de herkansingsronde met het nummer Jag måste kyssa dig.

## Discografie
- 1998 Cirkus homo sapiens
- 2001 Alla mina ansikten
- 2005 20 år med Nanne
- 2005 Alltid på väg
- 2007 Jag måste kyssa dig